# Misr
Miṣr (in arabo ﻣﺼﺮ‎?, miṣr) è il nome che gli Arabi danno a ogni campo fortificato e, per eccellenza, alla città del Cairo e allo stesso Egitto.
Una facile etimologia lega questo nome al sostantivo arabo che significa "campo fortificato", ricordando come gli Arabi musulmani di ʿAmr ibn al-ʿĀṣ avessero in effetti fondato nel 640, sul sito della futura Cairo, la città di Fusṭāṭ, che significa anche "attendamento". Si dimentica però che, sin dai tempi della civiltà egizia, per indicare l'Egitto si usava una radice semitica che indicava "il territorio" (per eccellenza) o anche la "frontiera", oltre la quale si apriva il mondo non toccato dalla "vera civiltà".
Gli amsār più importanti, oggi divenuti città, sono oltre a Fustat, al-Qayrawan in Tunisia, Kufa e Bassora in Iraq.